# 아기우 판텔레이몬 수도원
성 판텔레이몬 (판탈레온의) 수도원(그리스어: Άγιος Παντελεήμων, 아기오스 판텔레이몬, 러시아어: Пантелеймонов, 또는 Ρωσσικόν, 로시콘)은 그리스 아토스산 반도의 남서측에 건축된 러시아 정교회 수도원이다. 이 수도원은 아토스 반도의 많은 수도원들 가운데 인구수로는 아닐지라도, 물리적인 크기 면에서 만큼은 제일 크다.

## 역사
이 수도원은 11세기에 키예프 공국에서 온 몇 명의 수사들에 의하여 설립되었는데, 그것이 '로시콘'이라고 불리는 이유이다. 전통적으로 이 수도원은 키예프에서 온 사람들이, 후에는 온 러시아 정교회 수사들이 거주했다. 이 수도원은 1169년에 독립된 수도원으로 승인되었다.
이 수도원은 모스크바 대공국의 차르들이 아낌없이 후원하던 16세기와 17세기에 번영을 누렸지만, 18세기에 급격하게 쇠퇴했는데, 1730년 경에는 두 명의 러시아 수사들과 두 명의 불가리아 수사들만 남는 시점에 이르렀다.
해변과 가까운 새로운 부지에 있는 현재 수도원의 건축은 19세기의 처음 20년 동안에 몰도비아-왈라키아의 통치자의 재정적인 원조로 완공되었다. 1985년에 러시아의 수사들은 1,000 명, 1903년에 1,446 명, 1913년에 2,000 명 이상이었다. 러시아에 타타르의 멍에가 있던 동안에, 대부분의 수사들은 그리스인들과 세르비아인들이었다. 이 수도원은 스무 곳의 아토니테 수도원들의 서열 체계에서 열아홉 번째의 위계를 차지한다. 이 수도원은 코에노비테식(예를 들어, 공동 수도원 생활 방식)이다. 이 수도원은 네 개의 스케테들도 포함하고 있다.
성 판텔레이몬 수도원은 반복되는 화재들로, 가장 유명하게는 1307년의 (카탈루냐 동지회가 불을 질렀던 때의) 화재와 1968년의 화재로 껍데기만 남곤 했다. 이 수도원을 방문한 첫 번째 러시아의 지도자는 2005년 9월 9일에 방문한 대통령 블라디미르 푸틴이다.

## 현대
오늘날, 이 수도원의 특징은 여러 높이들의 빌딩들과 많은 둥근 지붕들이 있는 작은 마을의 구조이다. 이 수도원은 아토스 반도에서 가장 크다. 이 수도원의 한 동은 1968년에 화재로 파괴되는데도 불구하고, 1,000 명의 수사들을 수용하면서 손님 숙소로도 사용된다. 이 수도원의 카톨리콘(본 성당)은 1812년 ~ 1821년 사이에 건축되었고 성 판텔레이몬에게 봉헌되었다. 이 수도원은 아토스산의 모든 성당들에서 찾아 볼 수 있는 같은 방식이 특징이다. 이 수도원에는 카톨리콘에를 제외하고도 많은 작은 경당들이 있다.
이 수도원의 도서관은 안마당에 있는 개별적인 건물들에 포함되어 있다. 그 도서관은 1,320 권의 그리스어 필사본들과 또 다른 600 권의 슬라브어 필사본들 뿐만 아니라, 25,000 권의 인쇄된 책들이 보관되어 있다. 게다가, 그 도서관은 러시아에서 가장 인기있는 성 판텔레이몬의 머리와 같은 몇 개의 귀중한 성유물들을 갖고 있다. 이 수도원의 19세기의 종은 그리스에서 가장 큰 것들이라고 한다. 압하지야의 신 아토스에는 이 수도원이 낳은 딸과 같은 공동체가 있다.
누군가 그리스에 있는 한 수도원에는 주로 러시아에서 온 수사들이 거주하고 있음을 예측할 수도 있었던 만큼, 소비에트 연방의 무신론적 사상과 냉전 기간 동안의 해외 여행의 제한은 이 수도원에 가혹한 사용세를 부과하여, 20세기 초에는 2,000 명이던 수사들의 인구가 철의 장막이 드리워진 시기에는 약 30명 정도로 감소하였다. 그러나, 그때부터, 이 수도원은 어디든 정교회 수도원주의의 성장의 기미가 보이며, 2006년 경에는 인구수가 약 50% 증가했고, 그러한 경향은 수 년간 지속되고 있는 듯하다.

## 필사본
- 언셜 052

## 유명한 수사들
이 수도원의 유명한 전임 수사들로는 실루안 아토니테와 아르키만드리테 소포로니가 있다.